# 第38回全日本大学サッカー選手権大会
第38回全日本大学サッカー選手権大会は1989年11月22日から11月26日にかけて開催された全日本大学サッカー選手権大会である。順天堂大学が3年連続3回目の優勝を果たした。

## 概要
9地域の代表15校と総理大臣杯全日本大学サッカートーナメント優勝校が参加した。
今大会より、三位決定戦は廃止された。準決勝敗退の両チーム共に三位となる。

### 大会日程
- 1989年11月22日 - 1回戦
- 1989年11月23日 - 準々決勝
- 1989年11月25日 - 準決勝
- 1989年11月26日 - 決勝

### 開催競技場
- 国立競技場（決勝）
- 西が丘サッカー場（1回戦・準々決勝・準決勝）
- 駒沢競技場（1回戦・準々決勝）
- 江戸川区陸上競技場（1回戦）
- 等々力陸上競技場（1回戦）

## 出場大学
- 順天堂大学（総理大臣杯優勝・4年連続6回目）
- 札幌大学（北海道代表・2年連続20回目）
- 仙台大学（東北代表・4年連続11回目）
- 国士舘大学（関東第1代表・2年連続7回目）
- 筑波大学（関東第3代表・3年連続17回目）
- 中央大学（関東第4代表・2年ぶり14回目）
- 東海大学（関東第5代表・4年連続4回目）
- 金沢大学（北信越代表・4年連続15回目）
- 中京大学（東海第1代表・3年連続17回目）
- 愛知学院大学（東海第2代表・3年ぶり9回目）
- 大阪体育大学（関西第1代表・2年連続11回目）
- 同志社大学（関西第2代表・2年ぶり10回目）
- 大阪商業大学（関西第3代表・10年連続21回目）
- 島根大学（中国代表・4年連続7回目）
- 高知大学（四国代表・2年連続6回目）
- 福岡大学（九州代表・5年連続17回目）

## 試合日程・結果

### 1回戦
| 1989年11月22日 |

| 国士舘大学         | 3 - 0 | 札幌大学 |
| 広沢 · 三浦 · 野田 |       |          |

| 西が丘サッカー場 |

| 1989年11月22日 |

| 高知大学 | 0 - 1 | 東海大学 |
|          |       | 山口     |

| 西が丘サッカー場 |

| 1989年11月22日 |

| 筑波大学 | 0 - 0 延長 (PK 3-4) | 仙台大学 |
|          |                     |          |

| 等々力陸上競技場 |

| 1989年11月22日 |

| 中京大学 | 1 - 3 | 同志社大学     |
| 山内     |       | 佐藤2 , · 高橋 |

| 等々力陸上競技場 |

| 1989年11月22日 |

| 順天堂大学  | 2 - 0 | 福岡大学 |
| 杉本 · 山本 |       |          |

| 江戸川区陸上競技場 |

| 1989年11月22日 |

| 島根大学 | 0 - 4 | 大阪商業大学              |
|          |       | 岡田 · 川本 · 安原 · 高木 |

| 江戸川区陸上競技場 |

| 1989年11月22日 |

| 中央大学    | 2 - 0 | 金沢大学 |
| 山下 · 志治 |       |          |

| 駒沢競技場 |

| 1989年11月22日 |

| 愛知学院大学 | 0 - 1 | 大阪体育大学 |
|              |       | 山下         |

| 駒沢競技場 |

### 準々決勝
| 1989年11月23日 |

| 国士舘大学 | 0 - 1 | 東海大学 |
|            |       | 小久保   |

| 西が丘サッカー場 |

| 1989年11月23日 |

| 仙台大学         | 2 - 0 | 同志社大学 |
| 鹿又 (PK) · 草野 |       |            |

| 西が丘サッカー場 |

| 1989年11月23日 |

| 順天堂大学 | 1 - 0 | 大阪商業大学 |
| 山本 (PK)  |       |              |

| 駒沢競技場 |

| 1989年11月23日 |

| 中央大学    | 2 - 0 | 大阪体育大学 |
| 杉本 · 志治 |       |              |

| 駒沢競技場 |

### 準決勝
| 1989年11月25日 |

| 東海大学                                  | 3 - 1 | 仙台大学 |
| 小久保 前12分 · 澤登 前31分 · 加藤 後35分 |       | 草野     |

| 西が丘サッカー場 |

| 1989年11月25日 |

| 順天堂大学  | 1 - 0 | 中央大学 |
| 山本 後10分 |       |          |

| 西が丘サッカー場 |

### 決勝
| 1989年11月26日 |

| 東海大学 | 0 - 4 | 順天堂大学                                    |
|          |       | 田中 前1分 · 山本 前16分 · 杉本 · 森山 後37分 |

| 国立競技場 |

## 最終結果
| 第38回全日本大学サッカー選手権大会 優勝チーム |
| --------------------------------------------- |
| 順天堂大学 3年連続3回目                       |

### 表彰

#### 最優秀選手賞
- 真田雅則（順天堂大学）

#### 優秀選手賞
- ベストGK: 真田雅則（順天堂大学）
- ベストDF: 阪倉裕二（順天堂大学）
- ベストMF: 杉本雅央（順天堂大学）
- ベストFW: 山本康彦（順天堂大学）

## 主な出場選手
- 真田雅則（順天堂大学）
- 大嶽直人（順天堂大学）
- 阪倉裕二（順天堂大学）
- 杉本雅央（順天堂大学）
- 森山泰行（順天堂大学）
- 平岡宏章（順天堂大学）
- 山本康彦（順天堂大学）
- 棚田伸（順天堂大学）
- 山口素弘（東海大学）
- 巻田清一（東海大学）
- 金相煥（東海大学）
- 井原正巳（筑波大学）
- 中山雅史（筑波大学）
- 高木琢也（大阪商業大学）
- 野田知（国士舘大学）
- 永井秀樹（国士舘大学）
- 中原幸司（中央大学）
- 本吉剛（中央大学）
- 内藤直樹（中央大学）
- 大熊裕司（中央大学）
- 草野修治（仙台大学）